# Schmidt-Rubin
Schmidt-Rubin is de naam voor een geweertype dat van 1889 tot 1959 in gebruik was bij het Zwitserse leger.
Het infanteriegeweer van de Zwitserse ontwerper Rudolf Schmidt was in 1889 de opvolger van het Vetterligeweer. De bijbehorende cartridge 7,5 mm GP 90 en de verbeterde 7,5 × 55mm Swiss (GP 11) werden ontwikkeld door Eduard Alexander Rubin. Vandaar de naamgeving Schmidt-Rubin.
Het opvallendste kenmerk van dit geweertype is de straight-pull, die net als het Mannlichergeweer met een krachtige en tegelijkertijd snelle trek-stoot-beweging wordt doorgeladen. Het Schmidt-Rubin-repeteergeweer werd vanaf 1959 als persoonlijk wapen vervangen door het Sturmgewehr 57.

## Modellen

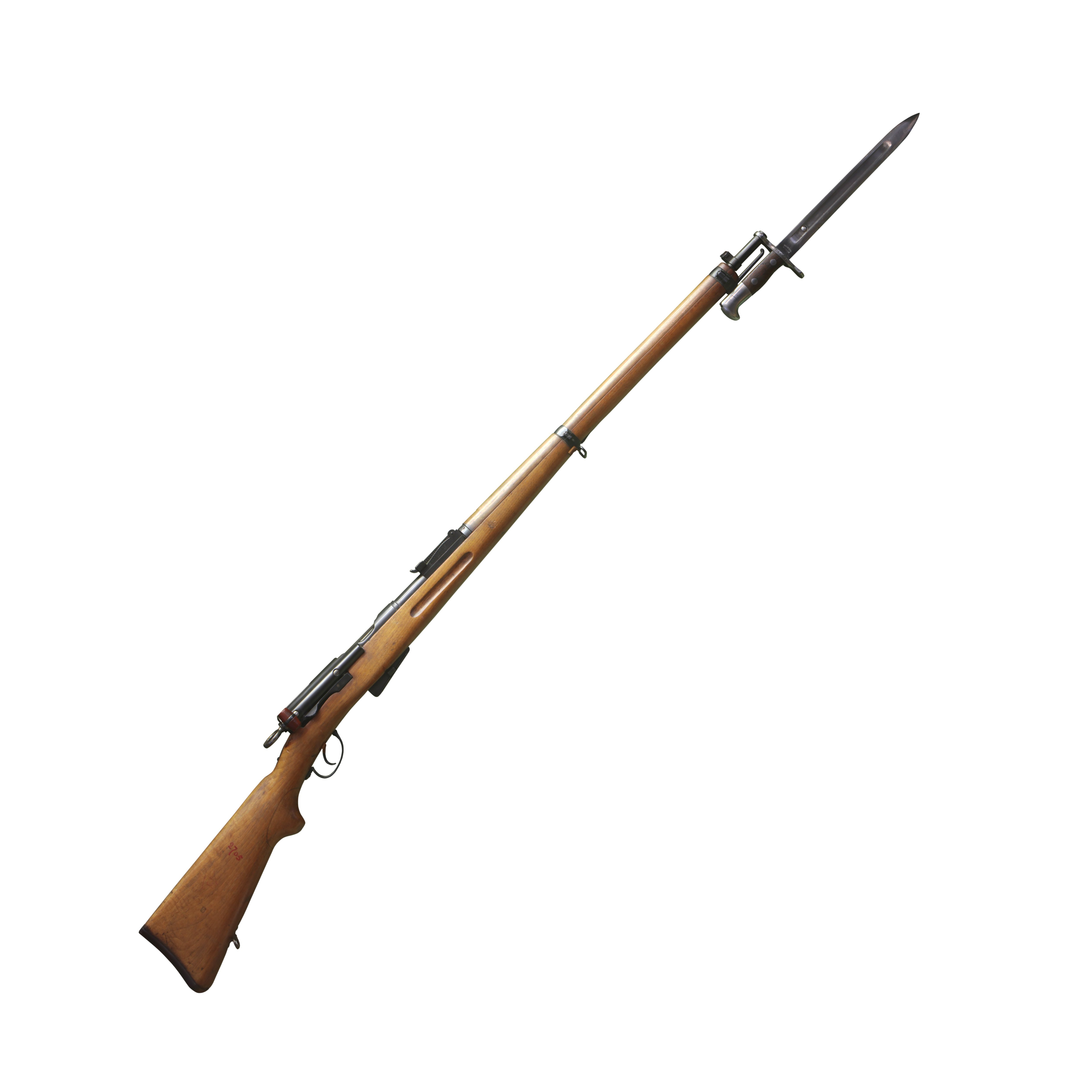
Schmidt-Rubin-infanteriegeweer Model 1911

- Infanteriegewehr Modell 1889 (7,5×53,5)
- Infanteriegewehr Modell 1896 (7,5×53,5)
- Kadettengewehr Modell 1897 (7,5×53,5)
- Kurzes Schweizer Gewehr Modell 1889/00 (7,5×53,5)
- Karabiner Modell 1905 (7,5×53,5)
- Infanteriegewehr Modell 1896/11 (7,5×55)
- Karabiner Modell 1900/05/1911 (7,5×55)
- Karabiner Modell 1911 (7,5×55)
- Infanteriegewehr Modell 1911 (7,5×55)
- Karabiner Modell 1931 (7,5×55)
- ZF-Karabiner Modell K31/42 -1,8fach (7,5×55)
- ZF-Karabiner Modell K31/43 -2,8fach (7,5×55)
- ZF-Karabiner Modell 1931/55 (7,5×55)